# N-苯基哌嗪
N-苯基哌嗪是一种有机化合物，化学式为C10H14N2。它可由氯苯和哌嗪在叔丁醇钾的存在下于二氧六环中反应得到，也有文献以溴苯为原料、氢氧化钠为碱进行反应。它的哌嗪环一段的N-H还能继续发生反应，如和2-氯-6-甲基吡啶在碱的存在下反应，得到1-(6-甲基吡啶-2-基)-4-苯基哌嗪。